# Louis César de La Baume Le Blanc de La Vallière

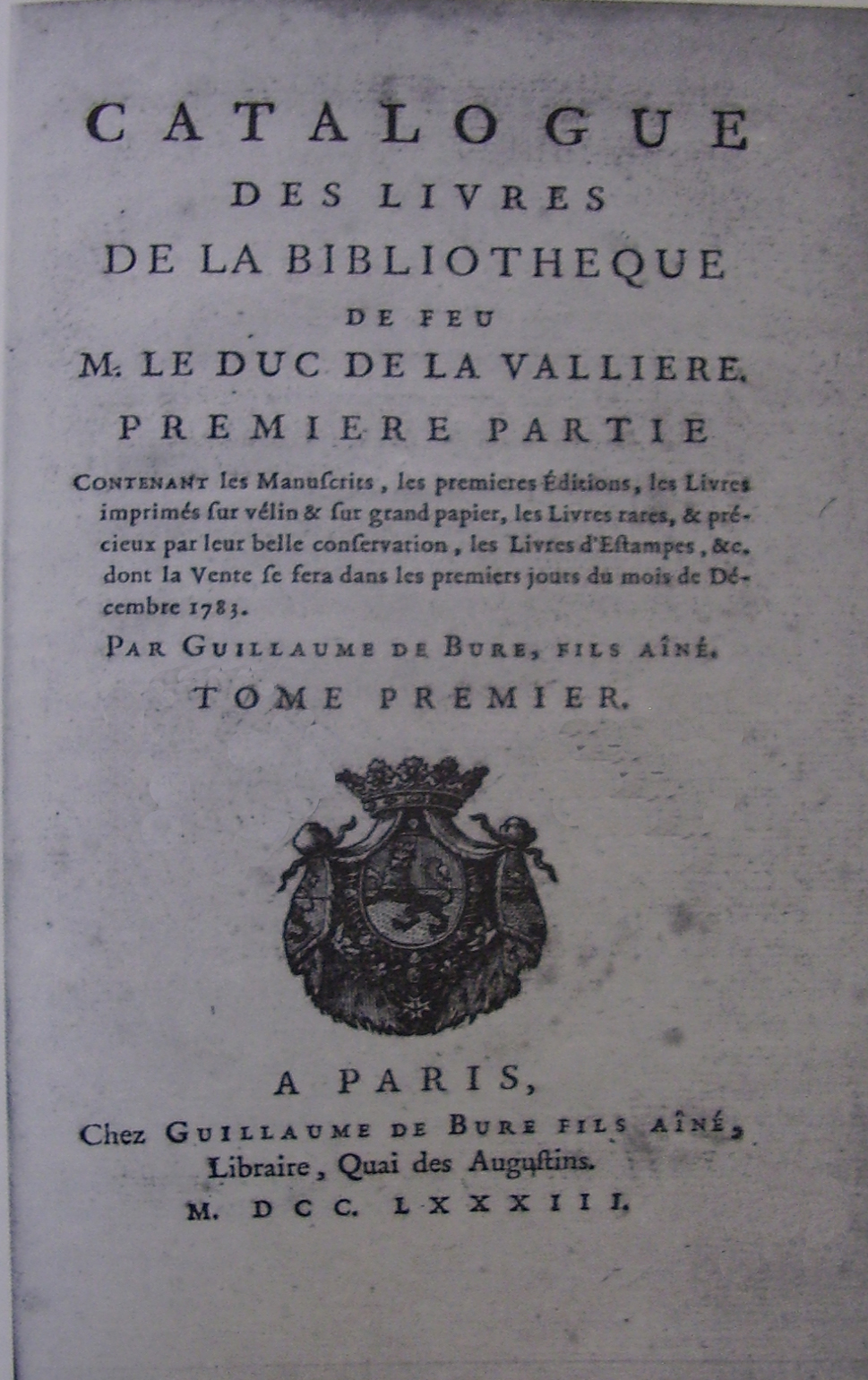
Catalogo dei libri del duca de La Vallière

Louis César de La Baume Le Blanc, duca de Vaujours e ultimo Duca di La Vallière (9 ottobre 1708 – 16 novembre 1780), è stato un militare e bibliofilo francese.

## Famiglia
Era figlio di Charles François de La Baume Le Blanc, marchese e poi duca di La Vallière, e di sua moglie Marie Thérèse de Noailles, figlia di Anne Jules di Noailles duca di Noailles.
Suo padre era nipote di Louise de La Vallière, la prima amante ufficiale di Luigi XIV di Francia. Dal lato famigliare paterno, i parenti di Louis César a corte includevano la figlia di Louise de La Vallière, avuta da Luigi XIV, Maria Anna di Borbone-Francia. Dal lato materno, sua zia era Marie Victoire de Noailles, moglie di Luigi Alessandro di Borbone-Francia e madre di Luigi Giovanni Maria di Borbone-Penthièvre, l'uomo più ricco di Francia durante la vita di Louis César. Suo zio, Adrien Maurice de Noailles, sposò Françoise Charlotte d'Aubigné, nipote di madame de Maintenon. Un altro cugino era Louis de Pardaillan de Gondrin.
Nel 1742 sposò Jeanne Julie Françoise de Crussol d'Uzès.

## Biografia
Colonnello di un reggimento di fanteria che portava il suo stesso nome (1727), governatore del Bourbonnais (1739), capitano delle cacce della capitaneria reale di Montrouge e gran falconiere di Francia (1748), era apprezzato da Luigi XV e da madame de Pompadour, che lo fece direttore del suo teatro personale di Versailles. Il 25 maggio 1749 fu fatto cavaliere dell'ordine del Saint-Esprit.
Aveva una cattiva reputazione, almeno secondo quanto riportano le Mémoires secrets di Bachaumont, che alla data della sua morte (19 novembre 1780) riporta: «Il signor duca de La Vallière è appena morto. Era uno dei signori più corrotti della vecchia corte, amico del defunto re e devoto a tutte le sue amanti. Merita però che il suo nome si conservi alla posterità come distinto autore, protettore delle lettere e anche come affarista. Una volta vendette la sua biblioteca molto rinomata per i suoi manoscritti e se ne rifece un'altra ancora più preziosa; aveva quadri e, moderno Lucullo, aveva dei giardini deliziosi, come quel romano»
Egli è rimasto noto soprattutto per essere stato uno dei maggiori bibliofili del XVIII secolo: con la collaborazione del suo bibliotecario, l'abate Rive, acquistava intere biblioteche rivendendo i doppioni delle opere. Dopo la sua morte, la biblioteca fu venduta parzialmente nel 1783 e il resto nel 1788: la parte acquistata dal conte d'Artois è ora incorporata nel fondo della Biblioteca parigina dell'Arsenal.
Dal 1739 al 1763 fu proprietario del castello di Champs-sur-Marne, dove conduceva vita brillante ricevendovi letterati come Diderot, Voltaire, d'Alembert, Moncrif. Lo affittò poi a madame de Pompadour, e finì per venderlo nel 1763.
In Francia, il suo nome indica una particolare tinta marrone degli articoli di pelletteria.

## Discendenza
Louis César ebbe dalla moglie, Jeanne Julie Françoise de Crussol, solo una figlia:
- Adrienne Emilie Félicité de La Baume Le Blanc[1] (29 settembre 1740 - ?), duchessa di Châtillon e de La Vallière, dama di Wideville, andata sposa il 4 aprile 1756 a Louis Gaucher, duca di Châtillon, al quale diede figli. Con la sua morte il titolo di duca di La Vallière si estinse.

| Image | Stemma                                                                                          |
| ----- | ----------------------------------------------------------------------------------------------- |
| \| \| | Louis César de La Baume Le Blanc de La Vallière Duca de La Vallière, Gran Falconiere di Francia |
|       |                                                                                                 |